# Lesná (okres Pelhřimov)
Obec Lesná (německy Lesna) se nachází v okrese Pelhřimov v Kraji Vysočina. Žije zde 66 obyvatel.

## Historie
První písemná zmínka o obci pochází z roku 1299.

## Pamětihodnosti
- Kaple na návsi

## Kultura
Ve vesnici se nachází letní parket, na němž se pořádají hudební a divadelní vystoupení. Tradice letního parketu byla založena v roce 1970. Je vybudován z dřevěných staveb, z nichž byl postupem času vytvořen velký areál, ve kterém se odehrává veškerý kulturní život v obci.